# جان‌سخت
جان‌سخت (به انگلیسی: Die Hard)یک فیلم اکشن و دلهره‌آور آمریکایی محصول سال ۱۹۸۸ به کارگردانی جان مک‌تیرنان و نویسندگی جب استوارت و استیون ئی. د سوزا بر اساس رمان هیچ چیز برای همیشه باقی نمی‌ماند اثر رادریک ترپ در سال ۱۹۷۹ است. بروس ویلیس، آلن ریکمن، الکساندر گودونوف و بانی بدیلیا در این فیلم به ایفای نقش می‌پردازند. فیلم جان‌سخت یک کارآگاه پلیس نیویورک به نام جان مک‌کلین (بروس ویلیس) را دنبال می‌کند که در جریان یک مهمانی شب کریسمس درگیر تسخیر یک آسمان‌خراش لس‌آنجلس توسط تروریست‌ها می‌شود.
جب استوارت توسط استودیوهای قرن بیستم برای اقتباس از رمان ترپ در سال ۱۹۸۷ استخدام شد. اولین پیش نویس او بلافاصله با چراغ سبز مواجهه شد، زیرا استودیو مشتاق یک فیلم پرفروش تابستانی در سال بعد بود. نقش مک‌کلین توسط تعدادی از محبوب‌ترین بازیگران دهه از جمله آرنولد شوارتزنگر و سیلوستر استالونه رد شد. ویلیس که عمدتاً به خاطر کار در تلویزیون شناخته شده بود، ۵ میلیون دلار برای مشارکتش دریافت کرد و او را در زمره پردرآمدترین بازیگران هالیوود قرار داد. این معامله به عنوان یک سرمایه‌گذاری ضعیف توسط متخصصان صنعت تلقی شد و جنجال‌های قابل توجهی را در مورد فیلم قبل از اکران به همراه داشت. فیلمبرداری بین نوامبر ۱۹۸۷ و مارس ۱۹۸۸ با بودجه ۲۵ تا ۳۵ میلیون دلاری و تقریباً به‌طور کامل در لوکیشن در فاکس پلازا و اطراف لس آنجلس انجام شد.
انتظارات برای این فیلم کم بود. برخی از مطالب بازاریابی تصویر ویلیس را حذف کردند، ظاهراً به این دلیل که تیم تبلیغاتی تشخیص داد که این محیط به اندازه مک‌کلین مهم است. پس از انتشار در ژوئیه ۱۹۸۸، نقدهای اولیه متفاوت بود: انتقادها بر خشونت، طرح داستان و عملکرد ویلیس متمرکز شد، در حالی که کارگردانی مک تیرنان و تصویر کاریزماتیک ریکمن از هانس گروبر شرور مورد ستایش قرار گرفت. فیلم با سرپیچی از پیش‌بینی‌ها، تقریباً ۱۴۰ میلیون دلار فروخت و دهمین فیلم پرفروش سال و پرفروش‌ترین فیلم اکشن آن سال شد. با دریافت چهار نامزدی جایزه اسکار، ویلیس را به مقام مرد اصلی رساند و آلن ریکمن را مشهورتر کرد.
فیلم جان‌سخت مورد ارزیابی مجدد منتقدان قرار گرفته و اکنون به عنوان یکی از بهترین فیلم‌های اکشن تمام دوران شناخته می‌شود. در نظر گرفته می‌شود که این فیلم ژانر اکشن را احیا کرده است، عمدتاً به دلیل نمایش مک‌کلین به‌عنوان یک قهرمان آسیب‌پذیر و خطاپذیر، برخلاف قهرمانان عضلانی و شکست‌ناپذیر دیگر فیلم‌های آن دوره. مفسران گذشته‌نگر همچنین نگرانی‌های موضوعی آن، از جمله انتقام‌جویی، مردانگی، نقش‌های جنسیتی، و نگرانی‌های آمریکا در مورد تأثیرات خارجی را شناسایی و تحلیل کردند. به دلیل فضای کریسمس، جان‌سخت اغلب به عنوان یکی از بهترین فیلم‌های کریسمس در تمام دوران نامگذاری می‌شود، اگرچه وضعیت آن به عنوان یک فیلم کریسمس مورد بحث است.
جان‌سخت که توسط کتابخانه کنگره ایالات متحده «از نظر فرهنگی، تاریخی یا زیبایی» مهم تلقی می‌شود، در سال ۲۰۱۷ برای نگهداری در فهرست ملی فیلم انتخاب شد.

## خلاصه داستان
گروهی تروریست ادارهٔ مرکزی جدید التأسیس یک شرکت ژاپنی در لس آنجلس را تصرف می‌کنند و مهمانان شرکت کنندگان در مهمانی شب سال نو را به گروگان می‌گیرند. در این‌جا «جان مکلین» (با بازی بروس ویلیس) پلیس نیویورکی، نبردی یک تنه را علیه مهاجمان آغاز می‌کند.

## مشروح داستان
در شب کریسمس، کارآگاه جان مک‌کلین از اداره پلیس نیویورک سیتی برای آشتی با همسر جدا افتاده‌اش، «هالی»، به لس آنجلس می‌رود. او به مراسمی در شرکت ناکاتومی دعوت شده که محل کار هالی است. رانندهٔ لیموزینی به نام «آرگایل» او را به برج «ناکاتومی پلازا» می‌برد و پیشنهاد می‌دهد که در پارکینگ منتظرش بماند. در حالی‌که مک‌کلین در حال شستن خود است، برج توسط «هانس گروبر»، یک افراطی آلمانی، و گروه مسلحش از جمله «کارل» و «تئو» اشغال می‌شود. همهٔ افراد در برج به گروگان گرفته می‌شوند، به‌جز مک‌کلین که پنهان می‌شود و آرگایل که هنوز از وقایع بی‌خبر است.
گروبر در ظاهر یک تروریست است اما در واقع قصد دارد ۶۴۰ میلیون دلار اوراق حامل غیرقابل ردیابی را از گاوصندوق ساختمان سرقت کند. او وقتی موفق نمی‌شود رمز دسترسی را از «جوزف تاکاگی»، مدیر اجرایی شرکت، بگیرد، او را می‌کشد و از تئو می‌خواهد که قفل گاوصندوق را بشکند.
با اطلاع یافتن تروریست‌ها از حضور مک‌کلین، برادر کارل، «تونی»، برای کشتن او فرستاده می‌شود. مک‌کلین تونی را می‌کشد و اسلحه و بی‌سیم او را برمی‌دارد و با آن با پلیس لس آنجلس تماس می‌گیرد. گروهبان ال پاول برای بررسی اعزام می‌شود. در این میان، مک‌کلین چند تروریست دیگر را نیز می‌کشد و یک کیف حاوی سی۴ و چاشنی‌ها را به دست می‌آورد. زمانی که پاول قصد ترک محل را دارد، مک‌کلین جسد یکی از تروریست‌ها را روی ماشین او پرتاب می‌کند. پاول درخواست نیروی پشتیبانی می‌کند، اما حملهٔ نیروهای سلاح‌ها و تاکتیک‌های ویژه به برج با ضدحملهٔ تروریست‌ها مواجه می‌شود. مک‌کلین مقداری از مواد منفجره را در چاه آسانسور پرتاب می‌کند و با انفجاری مهیب، چند تروریست را می‌کشد و حمله را ناکام می‌گذارد.
یکی از همکاران هالی به نام «هری الیس» تلاش می‌کند از طرف گروبر مذاکره کند، اما وقتی مک‌کلین تسلیم نمی‌شود، گروبر او را می‌کشد. گروبر که در حال بررسی مواد منفجره در پشت‌بام است، با مک‌کلین روبه‌رو می‌شود و خود را به‌عنوان یک گروگان فراری جا می‌زند. مک‌کلین به او اسلحه‌ای می‌دهد، اما گروبر تلاش می‌کند او را بکشد. اسلحه خالی است و تنها با مداخلهٔ دیگر تروریست‌ها گروبر نجات می‌یابد. مک‌کلین فرار می‌کند، اما در اثر شکستن شیشه‌ها مجروح شده و چاشنی‌ها را از دست می‌دهد.
در بیرون از ساختمان، مأموران اف‌بی‌آی کنترل را در دست می‌گیرند و دستور قطع برق را می‌دهند که همان‌طور که گروبر پیش‌بینی کرده بود، آخرین قفل گاوصندوق را از کار می‌اندازد و او می‌تواند اوراق را بردارد.
اف‌بی‌آی با درخواست گروبر برای بالگرد موافقت می‌کند، اما در واقع قصد دارد با فرستادن بالگردهای مسلح، گروه او را از بین ببرد. مک‌کلین درمی‌یابد که گروبر می‌خواهد با منفجر کردن پشت‌بام، گروگان‌ها را بکشد و وانمود کند که خود و تیمش نیز مرده‌اند. کارل، که از مرگ برادرش خشمگین است، به مک‌کلین حمله می‌کند، اما در درگیری ظاهراً کشته می‌شود. گروبر از طریق گزارشی که «ریچارد ثورنبرگ» دربارهٔ فرزندان مک‌کلین تهیه کرده، درمی‌یابد که هالی همسر مک‌کلین است. گروگان‌ها به پشت‌بام منتقل می‌شوند، در حالی‌که گروبر هالی را نزد خود نگه می‌دارد. مک‌کلین گروگان‌ها را پیش از انفجار گروبر از پشت‌بام دور می‌کند و در نتیجه بالگردهای اف‌بی‌آی نیز نابود می‌شوند.
در این بین، تئو برای فرار به پارکینگ می‌رود، اما توسط آرگایل که وقایع را از طریق رادیوی باند شهروندان شنیده، از پا درمی‌آید.
مک‌کلین که به‌شدت زخمی و خسته شده، هالی را نزد گروبر و آخرین یار باقی‌مانده‌اش پیدا می‌کند. او تظاهر به تسلیم می‌کند، اما در لحظهٔ حساس، اسلحه‌ای را که پشتش چسبانده بوده بیرون می‌کشد و با دو گلوله آخرش گروبر را زخمی و همراهش را می‌کشد. گروبر از پنجره سقوط می‌کند اما به مچ‌بند ساعت هالی چنگ می‌زند و در آخرین تلاش، می‌کوشد آن دو را با خود پایین بکشد. مک‌کلین بند ساعت را باز می‌کند و گروبر به مرگ سقوط می‌کند. بیرون از ساختمان، کارل ناگهان به آن‌ها حمله می‌کند اما پاول او را از پا درمی‌آورد. هالی ثورنبرگ را که می‌خواهد با مک‌کلین مصاحبه کند، با مشت می‌زند. در پایان، آرگایل با شکستن درِ پارکینگ با لیموزین، مک‌کلین و هالی را با خود می‌برد.

## بازخوردها
بررسی‌های اولیه انتقادی از جان‌سخت متفاوت بود. مخاطبان واکنش مثبت بیشتری نشان دادند. نظرسنجی‌های شرکت تحقیقات بازار سینماسکور نشان داد که مخاطبان به آن امتیاز متوسط «A+» در مقیاس A+ تا F داده‌اند. همچنین کارگردانی مک تیرنان مورد ستایش قرار گرفت.

## شبکه خانگی
جان‌سخت در ژانویه ۱۹۸۹ روی کاست وی اچ اس منتشر شد. این فیلم کرایه‌ای محبوبی بود که به عنوان سومین فیلم اجاره‌ای در نمودارهای اجاره اوایل فوریه به نمایش درآمد و هفته بعد به رتبه یک رسید. شش هفته از هفت هفته اول خود را در اکران در رتبه یک گذراند تا اینکه در پایان مارس با ماهی به نام واندا جایگزین شد. تا سال ۱۹۹۷، تخمین زده شد که ۳۶ میلیون دلار از اجاره به دست آورده است.

## دنباله‌ها
- جان‌سخت ۲ (۱۹۹۰)
- جان‌سخت ۳ (۱۹۹۵)
- جان‌سخت ۴ (۲۰۰۷)
- جان‌سخت ۵ (۲۰۱۳)